# Liste der Monuments historiques in Chenillé-Champteussé
Die Liste der Monuments historiques in Chenillé-Champteussé führt die Monuments historiques in der französischen Gemeinde Chenillé-Champteussé auf.

## Liste der Bauwerke

### Champteussé-sur-Baconne
| Bezeichnung        | Beschreibung                       | Standort                                       | Kennzeichnung | Schutzstatus | Datum | Bild |
| ------------------ | ---------------------------------- | ---------------------------------------------- | ------------- | ------------ | ----- | ---- |
| Château de Vernée  | Schloss, erbaut im 17. Jahrhundert | auch auf dem Gebiet der Gemeinde Querré (Lage) | PA49000084    | Inscrit      | 2011  |      |
| Kirche St-Martin   | Erbaut im 12. Jahrhundert          | (Lage)                                         | PA00109013    | Inscrit      | 1968  |      |
| Logis Sainte-Barbe | Haus, erbaut im 15. Jahrhundert    | 17, rue du Pilori (Lage)                       | PA00109012    | Inscrit      | 1974  |      |
| Pfarrhaus          | Erbaut im 17. Jahrhundert          | 5, rue de la Cure (Lage)                       | PA00109014    | Inscrit      | 1984  |      |

### Chenillé-Changé
| Bezeichnung      | Beschreibung                       | Standort | Kennzeichnung | Schutzstatus | Datum | Bild           |
| ---------------- | ---------------------------------- | -------- | ------------- | ------------ | ----- | -------------- |
| Château des Rues | Schloss, erbaut im 19. Jahrhundert | (Lage)   | PA00109048    | Inscrit      | 1978  |                |
| Kirche St-Pierre | Erbaut um 1100                     | (Lage)   | PA49000002    | Inscrit      | 1996  | weitere Bilder |
| Wassermühle      | Erbaut im 16. Jahrhundert          | (Lage)   | PA49000050    | Inscrit      | 1984  | weitere Bilder |